# Walckenaeria picetorum
Walckenaeria picetorum este o specie de păianjeni din genul Walckenaeria, familia Linyphiidae. A fost descrisă pentru prima dată de Palmgren, 1976. Conform Catalogue of Life specia Walckenaeria picetorum nu are subspecii cunoscute.